# Holotrichia deliana
Holotrichia deliana är en skalbaggsart som beskrevs av Brenske 1900. Holotrichia deliana ingår i släktet Holotrichia och familjen Melolonthidae. Inga underarter finns listade i Catalogue of Life.